# Robert Forde
Robert Forde (Cork, 29 agosto 1875 – 13 marzo 1959) è stato un marinaio ed esploratore irlandese.

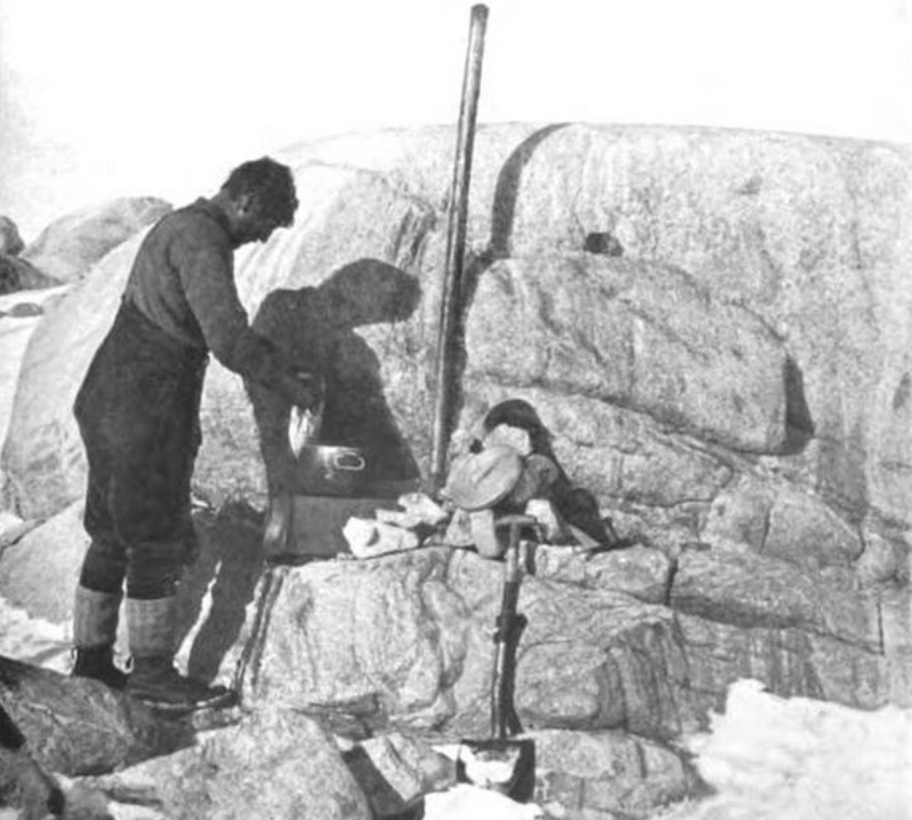
Una foto di Robert Forde nel 1913

Ha partecipato alla spedizione Terra Nova (1910-1913) in Antartide sotto la guida di Robert Falcon Scott. Insieme a Griffith Taylor, Frank Debenham e Tryggve Gran partecipa ad una spedizione geologica nelle Western Mountains. 
In suo onore è stato intitolato il Mount Forde in Antartide.